# Trochosa sanlorenziana
Trochosa sanlorenziana är en spindelart som först beskrevs av Alexander Petrunkevitch 1925.  Trochosa sanlorenziana ingår i släktet Trochosa och familjen vargspindlar.
Artens utbredningsområde är Panama. Inga underarter finns listade i Catalogue of Life.